# ضلع عنقي

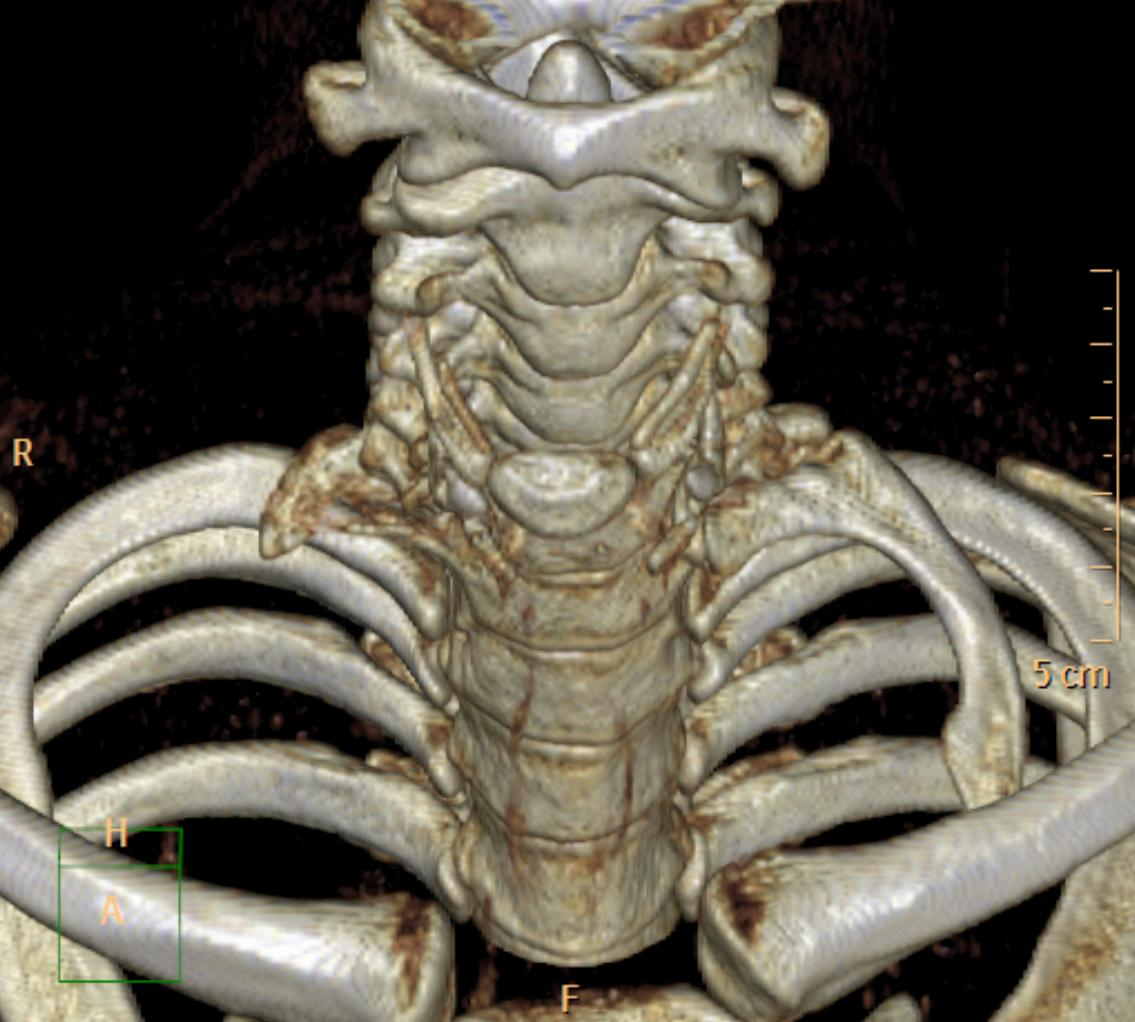
صورة ثلاثية الأبعاد تُظهر ضلعاً رقبياً على اليسار فقط (يمين الصورة)

الضلع العنقي أو الضلع الرقبية (بالإنجليزية: Cervical rib)‏ ، ضلع زائد يظهر في الفقرة الرقبية السابعة C7. وهي عيب خلقي يتوضع فوق الضلع الأول الطبيعي. يصاب بهذه الحالة 1 من 150 (0.6٪) إلى (0.8%) من الناس. قد يظهر الضلع الرقبي على اليمين، أو على اليسار أو في ي كلا الجانبين.
معظم حالات الضلع الرقبية ليست ذات صلة سريرياً وليس أصحابها ليس لديهم أعراض. ويأتي اكتشاف الضلع الرقبية بالمصادفة. ومع ذلك، فإنها تختلف على نطاق واسع في الحجم والشكل، وفي حالات نادرة، قد تسبب مشاكل مثل المساهمة في متلازمة مخرج الصدر، بسبب الضغط على الأعصاب الذي قد يكون ناجم عن وجود هذا الضلع.
يمثل الضلع الرقبي تعظّماً مستمراً على الطرف الجانبي للفقرة السابعة C7. خلال النمو المبكر، يتم استيعاب هذا التعظم الضلعي وامتصاصه، فإذا فشلت عملية استيعاب هذا التعظم الجانبي، يظهر نتوء مستعرض ممتد وطويل بنسب مختلفة أو يتكون ضلع كامل ينصهر من الأمام مع الضلع الأول الصدري T1 أدناه.

## الأحوال المصاحبة
وجود الضلوع الرقبية يمكن أن يسبب شكلا من أشكال متلازمة مخرج الصدر نتيجة لانضغاط الجذع السفلي من الضفيرة العضدية أو الشريان تحت الترقوة ، بسبب الضلوع الرقبية والعضلات الأخمعية .
1. يمكن تشخيص انضغاط الضفيرة العضدية بضعف العضلات حول اليد بالقرب من قاعدة الإبهام.
2. و يمكن في كثير من الأحيان تشخيص انضغاط الشريان تحت الترقوة إذا وجدت علامة أدسون (بالإنجليزية: Adson's sign)‏ عند الفحص، والذي يتم فيه فقدان النبض الكعبري في الذراع بعد أخذ شهيق عميق أثناء دوران الرأس على نفس الجانب من الكتف. يمكن ظهور علامة علامة أدسون عند العديد من الأفراد ليس لديهم ضلع رقبي، ولذلك فهى ليست شرطاً مؤكداً لوجود ضلوع رقبية لدى المريض.

## في الفقاريات الأخرى

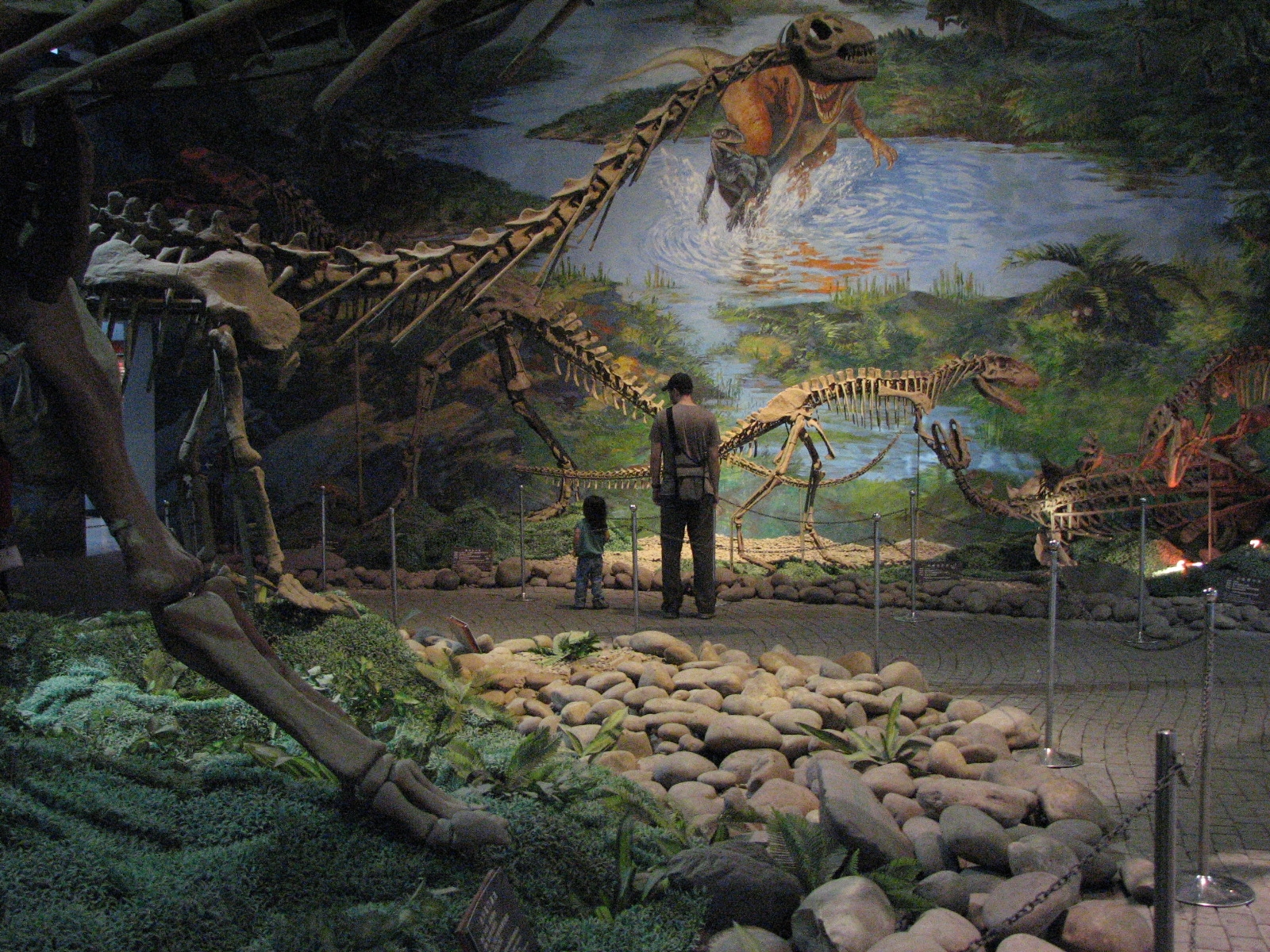
صورة مأخوذة في متحف زيغونغ للديناصورات بالصين، تظهر الضلوع الرقبية للعديد من حيوانات ما قبل التاريخ.

العديد من الفقاريات، وخاصة الزواحف، لديهم ضلع ضلوع رقبية كجزء طبيعي من أجسامهم وليست حالة مرضية.

## صور اضافية

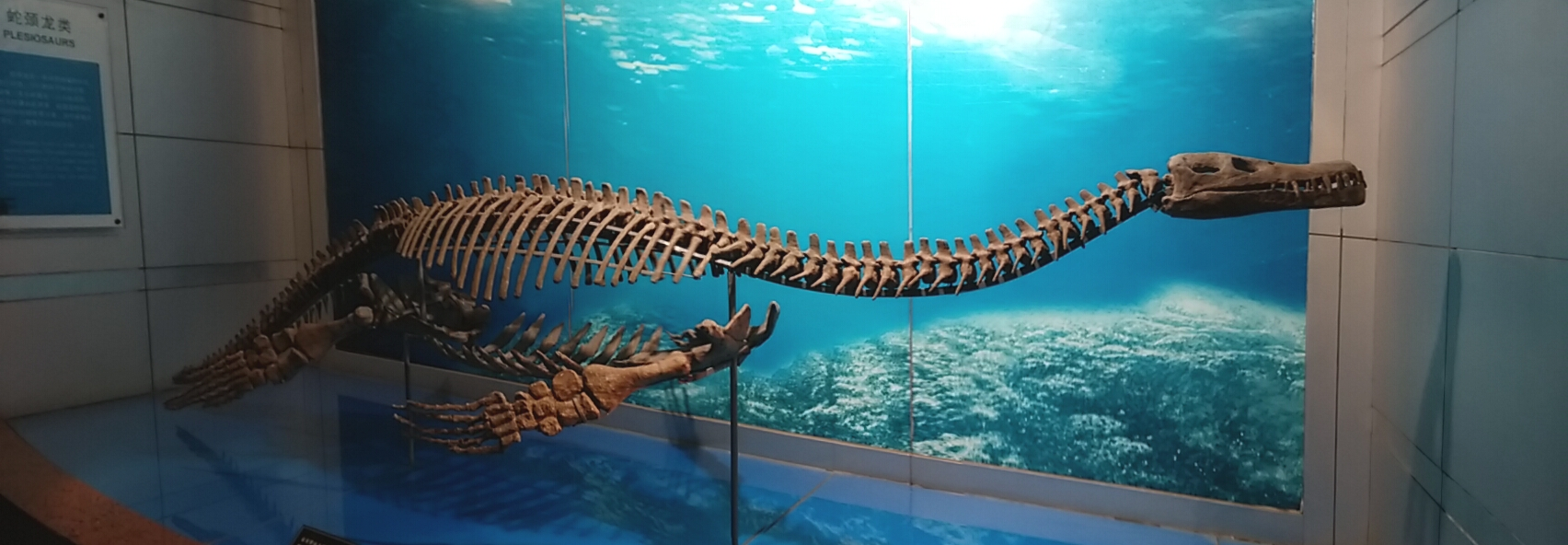
هيكل حيوان فقاري بحري من قبل التاريخ ، تظهر فيه الضلوع الرقبية.
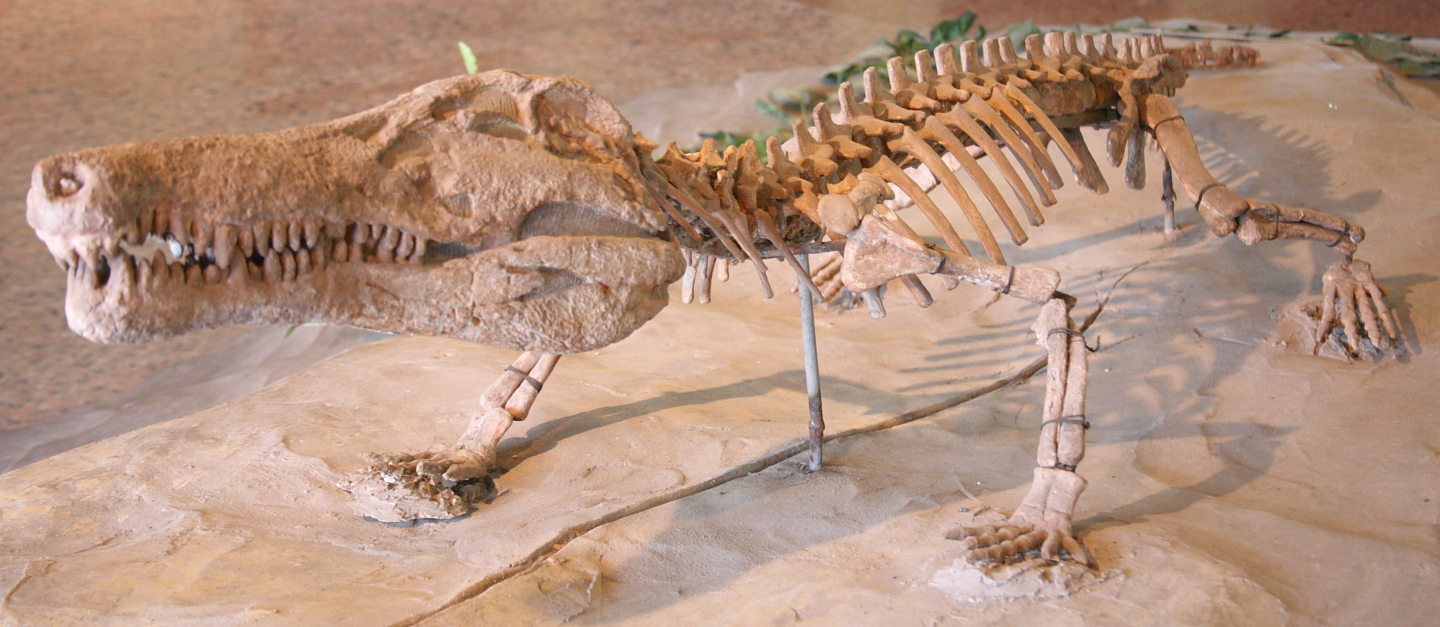
هيكل حيوان زاحف بحري من قبل التاريخ ، تظهر فيه الضلوع الرقبية.
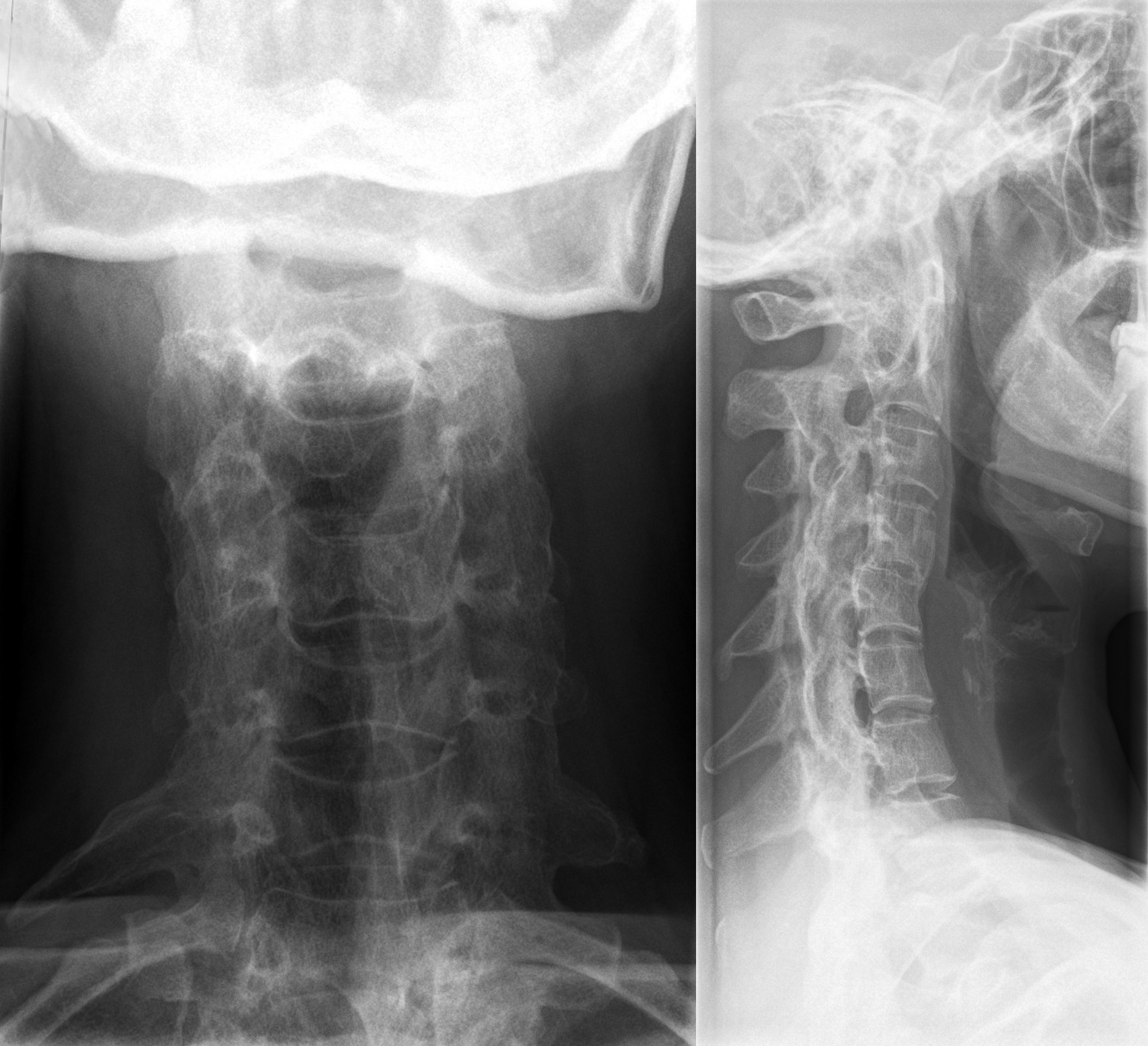
صورة بالأشعة السينية تظهر ضلع رقبي على الجانب الأيمن.
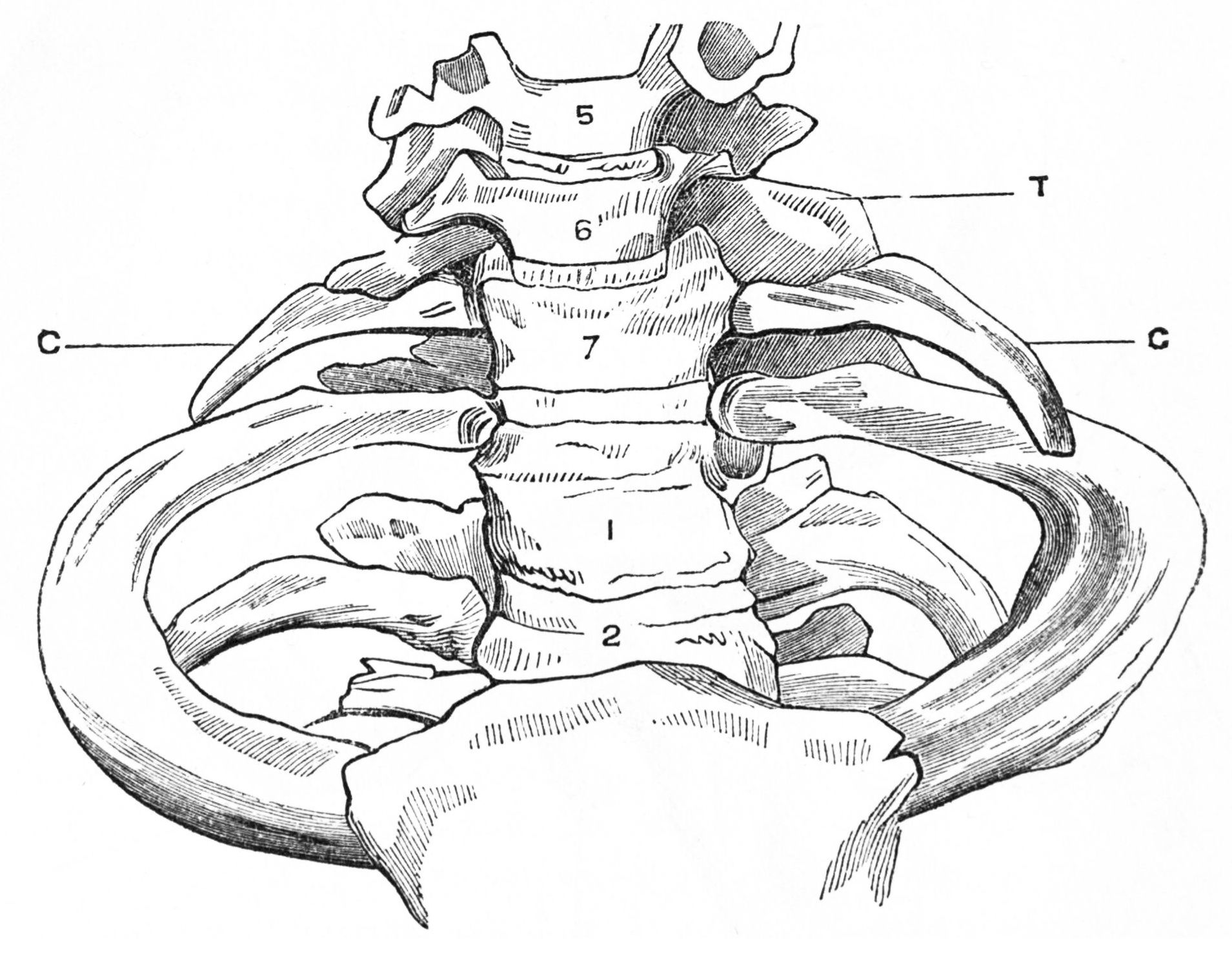
رسم يبين الضلوع الرقبية في الإنسان.